# JR貨物UH22A形コンテナ
UH22A形コンテナ（UH22Aがたコンテナ）は、日本貨物鉄道（JR貨物）輸送用として籍を編入している20ft私有コンテナ（ホッパコンテナ）である。
1996年度より東急車輛大阪工場で製造された。
形式の数字部位 「 22 」は、コンテナの容積を元に決定される。このコンテナ容積22 m3の算出は、厳密には端数四捨五入計算の為に、内容積21.5 m3 - 22.4 m3の間に属するコンテナが対象となる。
また形式末尾のアルファベット一桁部位「A」は、コンテナの使用用途（主たる目的）が「普通品の輸送」を表す記号として付与されている。

## 特記事項
登録番号は、UH22A-1～6番までの全てがエーコープライン所有であった。

## 番台毎の概要

### 0番台
1
エーコープライン所有。上部のハッチより投入し、排出は試作品のために唯一、汎用コンテナ同様に片妻一方(後部)観音開きドアからの自然落下であった。
2 - 6
エーコープライン所有。量産仕様として上部のハッチより投入する方式に変わりは無いものの、試作型後部の観音開きドアの無い全面を妻壁とした。その上で、中央部位より少し下部から最下位までに、四角い水門のような上下式の排出口を設けて、ダンプアップによる自然落下排出とした。